# St. Laurentius (Konnersreuth)

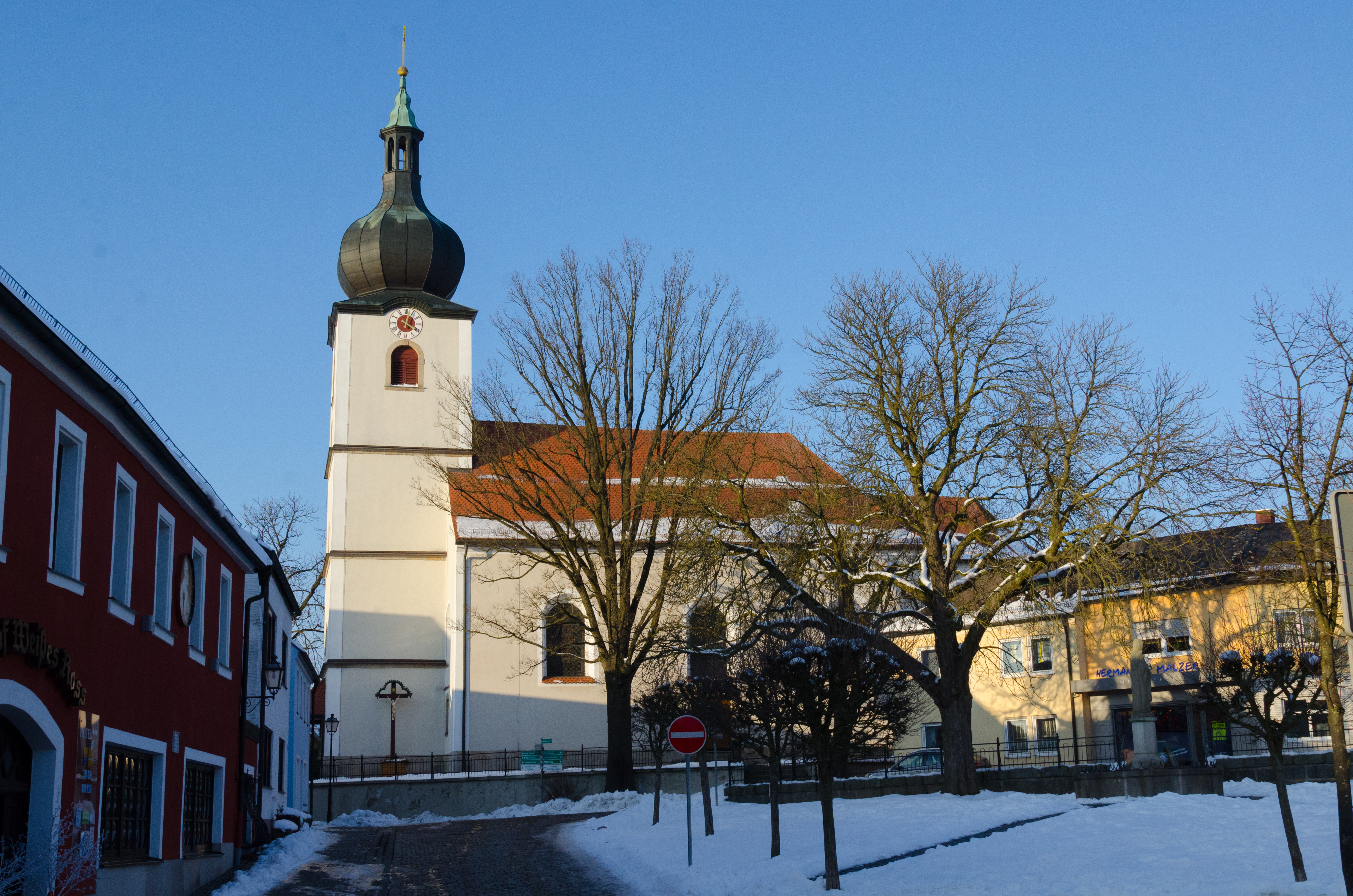
St. Laurentius in Konnersreuth

Die römisch-katholische, denkmalgeschützte Pfarrkirche St. Laurentius steht in Konnersreuth, einem Markt im Landkreis Tirschenreuth der Oberpfalz. Die Kirche gehört zum Bistum Regensburg. Das Bauwerk ist unter der Denkmalnummer D-3-77-131-2 als Baudenkmal in die Bayerische Denkmalliste eingetragen.

## Beschreibung
Die Saalkirche wurde 1775–82 erbaut. Sie besteht aus einem Langhaus, einem eingezogenen, dreiseitig geschlossenen Chor, an dem die Sakristei angebaut ist, im Osten und dem viergeschossigen Kirchturm im Westen, dessen oberstes Geschoss die Turmuhr und den Glockenstuhl beherbergt, auf dem eine Zwiebelhaube sitzt, die in eine Laterne übergeht.
Die Fresken an der Decke wurden 1912 von Josef Wittmann gestaltet. Sie zeigen die Weihe des Diakons durch Sixtus II. und das Leben des Schutzpatrons. 